# Burhan Öçal
Burhan Öçal est un  musicien turc né le 25 avril 1959 à Kirklareli (en Thrace ), qui vit actuellement entre Istanbul et Zurich. Jouant comme concertiste depuis ses six ans, il est principalement percussionniste (darbuka, davul, bendir, kos ou batterie) mais chante et joue aussi des instruments à corde (baglama, tanbur et oud) . Il est à l'origine du Burhan Öçal Group ainsi que de l'Istanbul Oriental Ensemble, qui mêle influences gitanes et turques.

## Biographie
Burhan Öçal a travaillé avec des jazzmen et pianistes tels que  Pierre Favre à son arrivée en Suisse à la fin des années 1960 , ou George Gruntz, Maria João Pires ou Peter Waters . Il a aussi joué avec Joe Zawinul (fondateur de Weather Report), Trilok Gurtu, Bobby Watson, Steve Swallow, Sting, le Kronos Quartet (tournée en 2001 ), pour lequel il a aussi composé, le guitariste Eliot Fisk avec qui il joua dix ans durant , son associé le bassiste Jamaaladeen Tacuma, qui jouait naguère avec Ornette Coleman , la chanteuse Natacha Atlas ("Groove alla Turca"), le trompettiste Jack Walrath (qui jouait avec Mingus) , etc.
Öçal est l'invité de nombreux festivals prestigieux, dont le festival de Montreux, le Willisay Jazz Festival, le North Sea Jazz Festival, Jazz in India... Il a souvent joué en France, à Banlieues Bleues en Île-de-France, au festival du Bout du Monde (2007), Les Escales (2007), Les Nuits du Sud (2007), Les Nuits européennes (2009), etc.

## Discographie
- Burhan Öçal & Istanbul Oriental Ensemble - Grand Bazaar (Network Medien 2006)
- Burhan Öçal & The Trakya All Stars - Oynamaya Geldik (Doublemoon 2006)
- Burhan Öçal - Yeni Rüya (New Dream) (Doublemoon 2005)
- Burhan Öçal & Pete Namlook - Sultan Orhan (Fax +49-69/450464 / Doublemoon 2004)
- Burhan Öçal & The Trakya All Stars featuring Smadj - Kırklareli İl Sınırı (Doublemoon 2003)
- Burhan Öçal & Istanbul Oriental Ensemble - Caravanserai (Network Medien 2000)
- Burhan Öçal & Jamaladeen Tacuma - Groove Alla Turca (Doublemoon 1999)
- Burhan Öçal & Pete Namlook - Sultan Osman (Fax +49-69/450464 / 1998)
- Burhan Öçal & Istanbul Oriental Ensemble - Sultan's Secret Door (Network Medien 1997)
- Burhan Öçal - Jardin Ottoman (L'Empreinte Digitale 1996)
- Burhan Öçal & Pete Namlook - Sultan (Fax +49-69/450464 / 1996)
- Burhan Öçal & Istanbul Oriental Ensemble - Gypsy Rum (Network Medien 1995)
- Burhan Öçal with Enver Izmailov - Kara Deniz/Black Sea - (Unit Records 1992)